# Schenectady Challenger
Lo Schenectady Challenger è stato un torneo professionistico di tennis giocato su campi in cemento. Faceva parte dell'ATP Challenger Series. Si giocava annualmente a Schenectady negli Stati Uniti.

## Albo d'oro

### Singolare
| Anno | Campione         | Finalista      | Punteggio     |
| ---- | ---------------- | -------------- | ------------- |
| 1985 | Marius Masencamp | Harold Solomon | 6–0, 3–6, 6–3 |
| 1986 | Ramesh Krishnan  | Andre Agassi   | 6–2, 6–3      |

### Doppio
| Anno | Campioni                  | Finalisti                    | Punteggio |
| ---- | ------------------------- | ---------------------------- | --------- |
| 1985 | Andy Andrews Tomm Warneke | Fred Perrin Norm Schellenger | 6–4, 7–6  |
| 1986 | Gary Muller Todd Nelson   | Matt Anger Russell Simpson   | 6–2, 6–4  |